# Primera Nacional Femenina de España 2020-21
La Primera Nacional Femenina de España 2020-21 fue la segunda edición de la Primera Nacional Femenina de España de fútbol como tercera categoría nacional, siendo inmediatamente inferior a la Segunda División. De estatus semiprofesional y organizado por la Real Federación Española de Fútbol, comenzó el 17 de octubre de 2020.
Para esta temporada se acordó una ampliación a 112 equipos divididos en siete grupos territoriales, algunos de ellos con subgrupos.

## Equipos  participantes
| Grupo 1A               | Grupo 1B              | Grupo 2A                | Grupo 2B           | Grupo 3               |
| ---------------------- | --------------------- | ----------------------- | ------------------ | --------------------- |
| Viajes Interrías F. F. | Oviedo Moderno "B"    | C. D. Pradejón          | Real Sociedad "B"  | A. D. Son Sardina     |
| Deportivo Abarca "B"   | Gijón F. F.           | Fundación Osasuna "B"   | Bizkerre F. T.     | C. E. Sant Gabriel    |
| U. D. Mos              | U. D. Llanera         | Berriozar C. F.         | S. D. San Ignacio  | Levante Las Planas    |
| Victoria C. F.         | Racing Féminas "B"    | CDEF Logroño "B"        | Añorga K. K. E.    | Atlético Baleares     |
| Sárdoma C. F.          | C. D. Oceja           | C. D. Castejón          | Oiartzun K. E.     | C. F. Igualada        |
| Victoria F. C.         | Sporting de Gijón "B" | C. D. Atlético Revellín | Aurrera de Vitoria | Vic Riuprimer Refo    |
| Atlético Arousana      | C. D. Monte           | Mulier F. C. N.         | Tolosa C. F.       | C. E. Europa          |
| Umia C. F.             | Castro F. C.          | C. D. Itaroa Huarte     | Arratia C. D.      | Zaragoza C. F. F. "B" |
| C. D. Valladares       |                       | U. D. Logroñés          |                    | S. D. Huesca          |
|                        |                       |                         |                    | Fundación Tarrasa     |
|                        |                       |                         |                    | C. F. Pardinyes       |
|                        |                       |                         |                    | C. D. Riudoms         |
|                        |                       |                         |                    | C. F. Pallejà         |
|                        |                       |                         |                    | Girona FC             |
|                        |                       |                         |                    | U. D. Collerense "B"  |

| Grupo 4                   | Grupo 5                   | Grupo 6A                  | Grupo 6B                 | Grupo 7                  |
| ------------------------- | ------------------------- | ------------------------- | ------------------------ | ------------------------ |
| Real Betis "B"            | Atlético de Madrid "C"    | C. F. S. La Garita        | Geneto del Teide         | C. F. F. Albacete        |
| C. D. Badajoz             | C. D. Getafe              | C. F. Unión Viera         | U. D. San Antonio Pureza | Elche C. F.              |
| C. F. F. Cáceres Atlético | Torrelodones C. F. Altter | Las Majoreras-Guayadeque  | C. D. Tarsa              | Sporting Plaza Argel     |
| Cádiz C. F.               | C. D. Olímpico de León    | C. F. Achamán Santa Lucía | Unión de Tenerife "B"    | Mislata C. F.            |
| ADFB La Rambla            | Olímpico de Madrid        | Julio Suárez C. D.        | C. D. Llano de Moro      | Fundación Albacete "B"   |
| Santa Teresa C. D. "B"    | Madrid C. F. F. "C"       | Puerto del Carmen C. F.   | Unión de Güímar          | Villarreal C. F. "B"     |
| Málaga C. F. "B"          | C. D. Salamanca           | U. D. Montaña Alta        | C. D. Furia Arona        | Discóbolo-La Torre A. C. |
| Sevilla F. C. "B"         | Dínamo Guadalajara        | U. D. Las Torres          | A. D. Juventud Sanse     | Ciudad de Murcia         |
| C. D. Castuera            | U. D. Tres Cantos         |                           |                          | Lorca Féminas A. D.      |
| Sporting de Huelva "B"    | Rayo Vallecano "B"        |                           |                          | Murcia Féminas           |
| C. P. San Miguel          | Nuestra Señora de Belén   |                           |                          | Levante U. D. "C"        |
| U. D. Almería             | C. D. Samper              |                           |                          | C. D. Atlético de Aspe   |
| A. D. Mérida              | C. D. San Pío X           |                           |                          | C. F. F. Marítim         |
| C. D. Híspalis            | E. F. B. Fuensalida       |                           |                          | Valencia C. F. "C"       |
|                           | Zamora Amigos del Duero   |                           |                          | Athletic de Murcia       |